# Commune rurale (Ukraine)
 (signalé en août 2025).
Si vous disposez d'ouvrages ou d'articles de référence ou si vous connaissez des sites web de qualité traitant du thème abordé ici, merci de compléter l'article en donnant les références utiles à sa vérifiabilité et en les liant à la section « Notes et références ».
- Archive Wikiwix
- Bing
- Cairn
- DuckDuckGo
- E. Universalis
- Gallica
- Google
- G. Books
- G. News
- G. Scholar
- Persée
- Qwant
- (zh) Baidu
- (ru) Yandex
- (wd) trouver des œuvres sur Wikidata

La commune rurale (en ukrainien : село) est un type de subdivision administrative de l'Ukraine. 

## Définition
Le territoire de l'Ukraine est divisé administrativement en communes (громада). Les communes sont classées en trois catégories : les villes, les communes urbaines, et les communes rurales.
Lors du recensement de 2001, l'Ukraine comptait 28 619 communes rurales.
Avant la réforme territoriale de 2020, les communes, rurales ou non, étaient le troisième niveau de collectivités territoriales. Dans le cadre de la loi du 5 février 2015, certaines communes se sont regroupées au sein de communautés territoriales intégrées (uk) (Об'єднана територіальна громада).
À la suite de la réforme territoriale de 2020, toutes les communes sont intégrées dans une communauté territoriale (Територіальна громада), regroupant plusieurs communes pouvant être de catégorie différente.
Certaines communes rurales sont le chef-lieu de leur communauté territoriale, qui est alors une communauté territoriale rurale.